# 대한민국 민법 제1조
대한민국 민법 제1조는 법원 (법의 근원)에 대한 민법 총칙 조문이다. 민법 제1편 총칙 제1장 통칙에 포함되어 있다. 2001년 12월 29일 일부개정되어 2001년 12월 29일 공포, 2002년 7월 1일 시행되었다.

## 조문
제1조(법원) 민사에 관하여 법률에 규정이 없으면 관습법에 의하고 관습법이 없으면 조리에 의한다.

第1條(法源) 民事에 關하여 法律에 規定이 없으면 慣習法에 依하고 慣習法이 없으면 條理에 依한다.

Article 1(Origin of Law) Regarding civil matters, customary law applies in the absence of relevant statutes, and reason applies in the absence of relevant customary law..

## 비교 조문
일본민법 제92조 (임의규정과 다른 관습) 법령 중의 공공의 질서에 관한 것이 아닌 규정과 다른 관습이 있는 경우에 있어서, 법률행위의 당사자가 그 관습에 의한 의사를 가지고 있는 것으로 확인된 때에는 그 관습에 좇는다.

민법 제106조 (사실인 관습) 법령중의 선량한 풍속 기타 사회질서에 관계없는 규정과 다른 관습이 있는 경우에 당사자의 의사가 명확하지 아니하는 때에는 그 관습에 의한다.

상법 제1조 상사에 관하여 본법에 규정이 없으면 상관습법에 의하고 상관습법이 없으면 민법의 규정에 의한다.

## 해설
본 조에 따라 민법은 성문법을 제1차적 법원으로 인정하고 성문법의 흠결이 있는 때에 불문법인 관습법 등을 보충적인 법원으로 인정하고 있다. 본 조는 판례법에 대해서는 언급하고 있지 않다. 본 조에서 법률이라 함은 헌법에서 정하는 절차에 의해 제정 공포된 형식적 의미의 법률 뿐만 아니라 법률에서 위임한 사항 등을 처리하기 위한 하위규범으로서 명령, 규칙이나 조례와 같은 자치법규 또는 조약도 포함한다 본 조는 민사로 한정하고 있으므로 형법 등 공법관계에서는 적용되지 않는다.

### 학설
제1조 해석과 관련해서 보충적 효력설과 대등적 효력설이 존재하며 판례는 보충적 효력설의 입장이다.

### 사실인 관습
본 조에 따르면 사실인 관습은 관습법과 달리 법원이 아니나 민법 제106조 사실인 관습 조항에 따라 당사자 자치에 의해 임의법규에 우선할 수 있다.

### 판례법
판례는 관습법은 성문법에 대해 열후적, 보충적 성격을 가진다고 가정의례준칙 제13조의 규정과 다른 관습법간 관계에 대해 판결하면서 이와 같이 설시하였다 하지만 대법원 판례처럼 실질적으로 하급심 법원의 판결을 구속하기 때문에 법원성이 있다고 주장하기도 한다

### 민법전 및 민사특별법
본 조에서 민법은 민법전 및 민법전의 규정들을 보충하고 수정하는 민사특별법을 포함한다. 그 밖에 공법에 속하는 많은 법률들， 예컨대 공익사업을 위한 토지 등의 취득 및 보상에 관한 법률， 국토의 계획 및 이용에 관한 법률 농지법등도 민사에 관한 규정들을 포함하고 있다.

#### 민사특별법
- 공익법인의 설립 . 운용에 관한 법률
- 공장 및 광업재단 저당법
- 입목에 관한 법률
- 가등기담보 등에 관한 법률
- 집합건물의 소유 및 관리에 관한 법률
- 부동산 실권리자명의 등기에 관한 법률
- 이자제한법. 보증인보호를 위한 특별법
- 신원보증법
- 국가배상법
- 주택임대차보호법
- 상가건물 임대차보호법
- 자동차손해배상 보장법
- 약관의 규제에 판한 법률
- 환경정책기본법
- 할부거래에 관한 법률
- 방문판매 등에 관한 법률
- 제조물책임법 등

#### 민사부속법
민사부속법이란 민법전에 규정되어 있는 제도들을 구체적으로 실현하기 위한 법으로 민법의 일부이다.
- 공탁법
- 가족관계의 등록 등에 관한 법률
- 부동산등기법
- 유실물법

### 헌법재판소 결정
결정의 내용이 실질적으로 민사에 관한 것일 때는 법원이 된다.

### 대통령의 긴급명령
민사에 관한 것일 때에는 법원이 된다.

### 명령, 규칙
행정기관에 의해 제정되는 법규인 명령, 대법원규칙, 지방자치단체의 자치법규 등도 민사에 관한 것일 때 법원이 된다.

### 조약
헌법 제6조 1항에 따라 국내법과 같은 효력을 가지는 조약이 민사에 관한 것일 때에는 민법의 법원이 된다.

### 조리
사물의 도리 또는 사물의 본질적 법칙을 말한다

## 사례
학설과 판례가 인정하는 관습법으로는 수목의 집단이나 미분리과실의 소유권이전에 관한 명인방법, 동산의 양도담보, 관습법상의 법정지상권, 분묘기지권 등이 있다.
예를 들어 위씨 문중이 1922년부터 박씨 소유의 임야에 조상 묘를 설치해 100년 가까이 유지해왔으며, 토지 사용에 대한 별도 계약은 없었으나 지역사회와 박씨 측 모두 이를 관행으로 받아들여 왔다고 하자. 2023년 박씨가 묘지 이장을 요구하자, 위씨 문중은 관습법상 분묘기지권을 주장하며 분쟁이 발생했고, 법원은 위씨 측의 장기간 분묘 설치 및 관리, 박씨 측의 묵인을 근거로 분묘기지권의 성립을 인정할 것이다.

## 판례
- 동일사항에 대하여 법이 상호저촉되는 내용을 규정한 경우에 후법이 선법에 우월한다[5]
- 관습법이란 사회의 거듭된 관행으로 생성한 사회생활규범이 사회의 법적 확신과 인식에 의하여 법적 규범으로 승인·강행되기에 이르른 것을 말하고, 사실인 관습은 사회의 관행에 의하여 발생한 사회생활규범인 점에서 관습법과 같으나 사회의 법적 확신이나 인식에 의하여 법적 규범으로서 승인된 정도에 이르지 않은 것을 말하는 바, 관습법은 바로 법원으로서 법령과 같은 효력을 갖는 관습으로서 법령에 저촉되지 않는 한 법칙으로서의 효력이 있는 것이며, 이에 반하여 사실인 관습은 법령으로서의 효력이 없는 단순한 관행으로서 법률행위의 당사자의 의사를 보충함에 그치는 것이다.[6]
- 민법 시행 전의 관습법상 혼인무효 사유가 있었어도 그 사유가 민법이 정한 무효사유에 해당하지 아니하는 이상 그 혼인은 민법 부칙 제2조 본문의 규정에 의하여 민법시행 후에는 유효하다고 볼 것이다[7]
- 제정민법이 시행되기 전에 존재하던 '상속회복청구권은 상속이 개시된 날부터 20년이 경과하면 소멸한다.'는 관습에 관습법으로의 효력을 인정할 수 없다[8]

## 참고 문헌
- 오현수, 일본민법, 진원사, 2014. ISBN 9788963463452
- 오세경, 대법전, 법전출판사 , 2014 ISBN 9788926210277
- 이준현 , LOGOS 민법 조문판례집, 미래가치, 2015. ISBN 9791155020869
- 황태윤, 민법 제1조와 不文民法의 法源性, 전북대학교 동북아법연구 제6권 제2호 (2012년 9월) pp.143-164.
- 김경제, 관습법에 대한 오해, 민법 제1조의 헌법 합치적 해석, 세계헌법연구 18권 3호 시작쪽수 1p, 전체쪽수 27p, 2012년.
- 박철, 민법 제1조의 미학, 법률신문, 2011-06-23

## 같이 보기
- 대한민국 민법 제185조 물권법정주의
- 대한민국 민법 제106조 사실인 관습
- 관습법
- 제정법
- 판례법
- 성문법
- 불문법
- 사실인 관습
- 법률의 해석